# Gaspeit
Gaspeit là một loại khoáng vật cacbonat niken rất hiếm gặp, có công thức hóa học (Ni,Fe,Mg)CO3, được đặt tên theo vị trí nó được miêu tả đầu tiên ở bán đảo Gaspé, Québec, Canada.